# Sellosaurus
Sellosaurus este un dinozaur de gen prosauropod care a trăit Europa triasică, acum 225 de milioane de ani. Avea cam 7 metri lungime, înalțimea de 2.1 metri și cântărea 909 kilograme. Ca celelante sauropode, și el avea la un deget o gheara folosită pentru apărare și pentru a găsi hrană. Acesta seamănă fizic cu Plateosaurus, deși inițial relația dintre aceste animale era nesigură. Un punct de vedere între cele două genuri era variabilitatea la dinții din față și din spatele fălci.  Dintre cele două, Sellosaurus are cel mai mare nivel de variație.

## Descoperire
Sellosaurus este unul dintre cei mai mulți prosauropozi bine cunoscui. Peste douăzeci de schelete au fost descoperite până acum. Aceste fosile au fost descoperite în straturile ce datează din triasicul târziu localizate în Nordwurttemberg, Germany. Aceste rămășițe cuprind trei specii diferite (așa credeau paleontologii). Dinozaurul Efraasia, un prosauropod găsit în aceeași locație, era la fel de lung ca Sellosaurus, dar informația a fost recent respinsă.